# Alexis Valdés
 (mai 2017).
Si vous disposez d'ouvrages ou d'articles de référence ou si vous connaissez des sites web de qualité traitant du thème abordé ici, merci de compléter l'article en donnant les références utiles à sa vérifiabilité et en les liant à la section « Notes et références ».
Pour les articles homonymes, voir Valdés.
Alexis Valdés est un acteur, humoriste, monologuiste, producteur, réalisateur et scénariste cubain le 16 août 1963 à La Havane.

## Biographie
Après avoir passé sa maîtrise en ingénierie et travaillé comme acteur à Cuba pendant 10 ans, il s'installe en Espagne dans les années 1990, où il devient très populaire par ses interventions dans des programmes comme El club de la comedia. En 2005, il est acteur, producteur et réalisateur de son premier film Un rey en La Habana.
En février 2021, à la suite des attaques des autorités cubaines à l'égard des interprètes du clip Patria y vida, plusieurs artistes cubains, dont Alexis Valdés, viennent témoigner de leurs propres expériences de violations des droits de l'homme à Cuba, devant le parlement européen . En mars Alexis Valdés et Claudia Lanzan reprennent une version de la chanson .

## Filmographie
- 2006 : Un ajuste de cuentas  film de Manane Rodríguez : Cacho Grandes
- 2005 : 90 millas  film de Francisco Rodríguez Gordillo : Alberto
- 2003 : El oro de Moscú film de Jesús Bonilla : Vladimir
- 2001 : Clara y Elena  film de Manuel Iborra : Vendedor
- 2001 : Tuno negro film de Pedro L. Barbero et Vicente J. Martín : Drake
- 2001 : Torrente 2: Misión en Marbella film de Santiago Segura : Novio bella cantante
- 2000 : Tatawo film de Jo Sol : Mariel
- 2000 : Salsa de Joyce Buñuel : Félipe
- 1999 : París Tombuctú, film de Luis García Berlanga : Dam
- 1996 : Terre indigo, réal. Jean Sagols : Diégo
- 1993 : Le Siècle des Lumières de Humberto Solás : Doctor Ogé
- 1991 : María Antonia  film de Sergio Giral